# Oxyprosopus superbus
Oxyprosopus superbus är en skalbaggsart som beskrevs av Schmidt 1922. Oxyprosopus superbus ingår i släktet Oxyprosopus och familjen långhorningar.
Artens utbredningsområde är Sierra Leone. Inga underarter finns listade i Catalogue of Life.